# Belegung (Mathematik)
Wird in der Mathematik einer Variablen ein konkreter Wert zugewiesen, wird das als Belegung bezeichnet.

## Beispiel
{\displaystyle X=3}. Der Variablen X wird der Wert 3 zugewiesen, sie wird mit dem Wert 3 belegt.
Ebenso können mehrere Variablen (eine Variablenmenge) mit Werten belegt werden. Beispielsweise könnten die Variablen verschiedene Städte der Erde repräsentieren, denen ein Wert aus dem Wertebereich Temperaturen auf der Erdoberfläche am 10. Januar 2006 um 12:00 Ortszeit zugeordnet wird.

## Definition
Angenommen es ist eine Menge {\displaystyle Var} von Variablen gegeben, die der Einfachheit halber alle denselben Wertebereich {\displaystyle Dom(Var)} haben. Als Belegung der Variablenmenge {\displaystyle Var} bezeichnet man dann jede Abbildung 
{\displaystyle \eta \colon Var\to Dom(Var)}. 
Häufig wird die Menge aller möglichen Belegungen von {\displaystyle Var} mit {\displaystyle Eval(Var)} bezeichnet.